# Shaftesbury (Dorset)

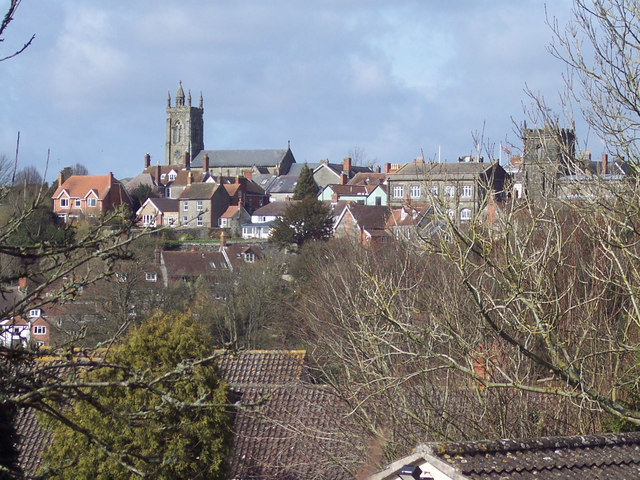
Pohled na Shaftesbury

Shaftesbury [šáftsberi] je malebné historické městečko v jihozápadní Anglii, hrabství Dorset, asi 160 km jihozápadně od Londýna a asi 50 km západně od Southamptonu. Leží na výrazném vápencovém hřebenu a roku 2001 mělo 6685 obyvatel.

## Historie
Místo má prastarou historii, bylo patrně už římskou osadou a v počátcích anglických dějin sídlem panovníků. Od roku 1001 do reformace se nazývalo Edwardstowe, protože ve zdejším benediktinském klášteře byl pohřben král Eduard II. Mučedník († 978).